# 다니소토촌
다니소토촌(谷外村)은 효고현 시카마군에 있던 촌이다. 현재의 히메지시 서반에 해당한다.